# Sjeverni voltaško-kongoanski jezici
Sjeverni voltaško-kongoanski jezici, skupina voltaško-kongoanskih jezika koa obuhvaća (255) jezika u afričkim državama Nigerija, Čad, Kamerun, Srednjoafrička Republika, Demokratska Republika Kongo, Sudan, Kamerun, Burkina Faso, Gana, Togo, Republika Kongo. Ovi jezici podijeljeni su na dvije osnovne podskupine:
A) Adamawa-ubangijski jezici (158):
a. Adamawa (88) Nigerija, Čad, Kamerun, Srednjoafrička Republika: 
a1. Fali (2) Kamerun: fali (2 jezika, sjeverni i južni).
a2. Gueve (1) Kamerun: gey.
a3. Kam (1) Nigerija: kam.
a4. Kwa (1) Nigerija: kwa.
a5. La'bi (1) Kamerun: la'bi.
a6. Leko-Nimbari (27): 
a6. 1. Duru (11) Kamerun: 
a6. 1a. Dii (3): dii, dugun, duupa,
a6. 1b. Duli (1) Kamerun: duli.
a6. 1c. Voko-Dowayo (7): 
a. Kutin (1): peere.
b. Vere-Dowayo (5): 
b1. Dowayo (1) Kamerun: doyayo.
b2. Vere-Gimme (4): 
b2 1. Gimme (2) Kamerun: gimme, gimnime.
b2 2. Vere (2) Nigerija: koma, mom jango.
c. Voko (1) Kamerun: longto.
a6. 2. Leko (4) Kamerun, Nigerija: kolbila, nyong, samba leko, wom.
a6. 3. Mumuye-Yandang (11): 
a6. 3a. Mumuye (7) Nigerija: gengle, kumba, mumuye, pangseng, rang, teme, waka.
a6. 3b. Yandang (4) Nigerija: bali, kpasam, kugama, yendang.
a6. 4. Nimbari (1) Kamerun: nimbari.
a7. Mbum-Day (30): 
a7. 1. Bua (10) Čad: bolgo, bon gula, bua, fania, gula iro, koke, niellim, noy, tunia, zan gula.
a7. 2. Day (1) Čad: day,
a7. 3. Kim (3) Čad: besme, goundo, kim.
a7. 4. Mbum (16): 
a7. 4a. Centralni (5)  Srednjoafrička Republika, Čad, Kameerun:
a. Karang (4): karang, kare, nzakambay, pana.
b. Koh (1) Čad: kuo,
a7. 4b. Sjeverni (6) Kamerun, Čad:
a. Dama-Galke (3) Kamerun: dama, ndai, mono.
b. Tupuri-Mambai (3) Kamerun, Čad: mambai, mundang, tupuri.
a7. 4c. Južni (1) Kamerun: mbum.
a7. 4d. neklasificirani (4) Kamerun, Nigerija: dek, laka, pam, to.
a8. Waja-Jen (24): 
a8. 1. Jen (10) Nigerija: burak, dza, kyak, leelau, loo, mághdì, mak, mingang doso, moo, tha.
a8. 2. Longuda (1) Nigerija: longuda.
a8. 3. Waja (8) Nigerija:
a. Awak (2): awak, kamo.
b. Cham-Mona (2): dijim-bwilim, tso.
c. Dadiya (1) Nigerija: dadiya.
d. Tula (3): bangwinji, tula, waja.
a8. 4. Yungur (5) Nigerija: 
a. Libo (1) Nigerija: kaan.
b. Mboi (1) Nigerija: mboi.
c. Yungur-Roba (3): bena, lala-roba, voro.
a9. Neklasificirani (1) Kamerun: oblo.
b. Ubangi (70) Srednjoafrička Republika, Demokratska Republika Kongo, Sudan, Kamerun, Kongo:    
b1. Banda (16):
b1. a. Centralni (11) Srednjoafrička Republika, Demokratska Republika Kongo: banda (togbo-vara, južni centralni), banda-bambari, banda-banda, banda-mbrès, banda-ndélé, banda-yangere, gobu, kpagua, mono, ngundu.
b1. b. Južni Centralni (2): banda (južni centralni), langbashe.
b1. c. Južni (1) Demokratska Republika Kongo: mbandja.
b1. d. Jugozapadni (1) Demokratska Republika Kongo: ngbundu.
b1. e. Zapadni Centralni (1): banda (zapadni centralni),
b2. Gbaya-Manza-Ngbaka (14): 
b2. a. Centralni (4) Srednjoafrička Republika: bokoto, gbanu, gbaya-bossangoa, gbaya-bozoum.
b2. b. Istočni (6) Srednjoafrička Republika, Demokratska Republika Kongo, Kongo: ali, bofi, bonjo, manza, ngbaka, ngbaka manza.
b2. c. Sjeverozapadni (1) Srednjoafrička Republika: gbaya (sjeverozapadni).
b2. d. Jugozapadni (2) Srednjoafrička Republika, Kamerun: bangandu, gbaya (jugozapadni).
b2. e. Suma, Srednjoafrička Republika
b3. Ngbandi (6) Srednjoafrička Republika, Demokratska Republika Kongo: dendi, gbayi, mbangi, ngbandi (2 jezika: južni i sjeverni), yakoma.
b4. Sere-Ngbaka-Mba (28): 
b4. a. Ngbaka-Mba (19): 
a. Ngbaka (15) Demokratska Republika Kongo, Srednjoafrička Republika, Kongo: baka, bangba, buraka, ganzi, gbanziri, gilima, gundi, kpala, limassa, mayogo, monzombo, mündü, ngbaka ma'bo, ngombe, yango.
b. Mba (4) Demokratska Republika Kongo: dongo, ma, mba, ndunga.
b4. b. Sere (9): 
a. Feroge-Mangaya (2) Sudan: feroge, mangayat.
b. Indri-Togoyo (2) Sudan: indri, togoyo.
c. Sere-Bviri (5) Sudan, Demokratska Republika Kongo: bai, belanda viri, ndogo, sere, tagbu.
b5. Zande (6): 
b5 a. Barambo-Pambia (2) Demokratska Republika Kongo: barambu, pambia.
b5 b. Zande-Nzakara (4) Srednjoafrička Republika, Demokratska Republika Kongo: geme, kpatili, nzakara, zande.
B) Gur jezici (96):
a. Bariba (1) Benin: baatonum.
b. Centralni (69) Togo, Benin, Gana, Burkina Faso, Obala Slonovače, Mali: akaselem, bago-kusuntu, biali, bimoba, birifor (dva jezika: malba i južni), bomu, buamu, buli, bwamu (dva jezika: láá láá, cwi), cerma, chakali, chala, južni dagaare, dagaari dioula, sjeverni dagara, dagbani, deg, delo, ditammari, dogosé, dogoso, dyan, farefare, gourmanchéma, hanga, kaansa, kabiyé, kalamsé, kamara, kantosi, kasem, khe, khisa, konkomba, konni, koromfé, kusaal, lama, lukpa, lyélé, mampruli, mbelime, miyobe, moba, mòoré, nateni, nawdm, ngangam, notre, ntcham, nuni (dva jezika: sjeverni i južni), paasaal, pana, phuie, safaliba, sisaala (3 jezika: tumulung, zapadni i sissala), tampulma, tem, turka, vagla, waama, wali, winyé, yom.
c. Kulango (2) Obala Slonovače: kulango (dva jezika: bondoukou, bouna).
d. Lobi (1) Burkina Faso: lobi.
e. Senufo (15) Obala Slonovače, Burkina Faso, Mali, Gana: karaboro (2 jezika: zapadni i istočni), nafaanra, senoufo (12 jezika: palaka, cebaara, nyarafolo, syenara, mamara, shempire, supyire, djimini, tagwana, senara, nanerigé, sìcìté).
f. Teen (2) Obala Slonovače: loma, téén.
g. Tiefo (1) Burkina Faso: tiéfo.
h. Tusia (2) Burkina Faso: tusia (sjeverni i južni).
i. Viemo (1) Burkina Faso: viemo.
j. Wara-Natioro (2) Burkina Faso: natioro, wara.

## Vanjske poveznice
- Ethnologue (14th)
- Ethnologue (15th)